# سوادة (المنيا)
قرية سوادة هي إحدي القرى التابعة لمركز المنيا بمحافظة المنيا في جمهورية مصر العربية. حسب إحصاءات سنة 2006، بلغ إجمالي السكان في سوادة 10571 نسمة، منهم 5596 رجل و4975 امرأة.